# Villers-le-Lac
Villers-le-Lac és un municipi francès situat al departament del Doubs i a la regió de Borgonya - Franc Comtat. L'any 2007 tenia 4.352 habitants.

## Demografia

### Població
El 2007 la població de fet de Villers-le-Lac era de 4.352 persones. Hi havia 1.888 famílies de les quals 620 eren unipersonals (275 homes vivint sols i 345 dones vivint soles), 564 parelles sense fills, 571 parelles amb fills i 133 famílies monoparentals amb fills.
La població ha evolucionat segons el següent gràfic:
Habitants censats

### Habitatges
El 2007 hi havia 2.136 habitatges, 1.923 eren l'habitatge principal de la família, 96 eren segones residències i 117 estaven desocupats. 1.141 eren cases i 983 eren apartaments. Dels 1.923 habitatges principals, 1.159 estaven ocupats pels seus propietaris, 712 estaven llogats i ocupats pels llogaters i 52 estaven cedits a títol gratuït; 32 tenien una cambra, 169 en tenien dues, 389 en tenien tres, 511 en tenien quatre i 822 en tenien cinc o més. 1.438 habitatges disposaven pel capbaix d'una plaça de pàrquing. A 939 habitatges hi havia un automòbil i a 781 n'hi havia dos o més.

### Piràmide de població
La piràmide de població per edats i sexe el 2009 era:
| Homes | Edats   | Dones |
| ----- | ------- | ----- |
| 0     | 95 o +  | 4     |
| 16    | 90 a 94 | 20    |
| 20    | 85 a 89 | 44    |
| 40    | 80 a 84 | 44    |
| 40    | 75 a 79 | 76    |
| 76    | 70 a 74 | 80    |
| 92    | 65 a 69 | 92    |
| 76    | 60 a 64 | 100   |
| 108   | 55 a 59 | 96    |
| 188   | 50 a 54 | 152   |
| 136   | 45 a 49 | 180   |
| 132   | 40 a 44 | 156   |
| 196   | 35 a 39 | 148   |
| 192   | 30 a 34 | 225   |
| 96    | 25 a 29 | 144   |
| 128   | 20 a 24 | 40    |
| 116   | 15 a 19 | 104   |
| 172   | 10 a 14 | 160   |
| 168   | 5 a 9   | 152   |
| 104   | 0 a 4   | 48    |

## Economia
El 2007 la població en edat de treballar era de 2.876 persones, 2.319 eren actives i 557 eren inactives. De les 2.319 persones actives 2.117 estaven ocupades (1.209 homes i 908 dones) i 202 estaven aturades (81 homes i 121 dones). De les 557 persones inactives 151 estaven jubilades, 196 estaven estudiant i 210 estaven classificades com a «altres inactius».

### Ingressos
El 2009 a Villers-le-Lac hi havia 1.932 unitats fiscals que integraven 4.475 persones, la mediana anual d'ingressos fiscals per persona era de 24.698 €.

### Activitats econòmiques
Dels 137 establiments que hi havia el 2007, 4 eren d'empreses alimentàries, 6 d'empreses de fabricació de material elèctric, 1 d'una empresa de fabricació d'elements pel transport, 11 d'empreses de fabricació d'altres productes industrials, 11 d'empreses de construcció, 30 d'empreses de comerç i reparació d'automòbils, 9 d'empreses de transport, 14 d'empreses d'hostatgeria i restauració, 4 d'empreses d'informació i comunicació, 9 d'empreses financeres, 5 d'empreses immobiliàries, 7 d'empreses de serveis, 15 d'entitats de l'administració pública i 11 d'empreses classificades com a «altres activitats de serveis».
Dels 41 establiments de servei als particulars que hi havia el 2009, 1 era una oficina de correu, 5 oficines bancàries, 6 tallers de reparació d'automòbils i de material agrícola, 1 paleta, 3 guixaires pintors, 2 fusteries, 2 lampisteries, 2 electricistes, 4 perruqueries, 1 veterinari, 10 restaurants, 2 tintoreries i 2 salons de bellesa.
Dels 9 establiments comercials que hi havia el 2009, 2 eren supermercats, 3 fleques, 1 una fleca, 1 una peixateria i 2 floristeries.
L'any 2000 a Villers-le-Lac hi havia 22 explotacions agrícoles que ocupaven un total de 936 hectàrees.

## Equipaments sanitaris i escolars
El 2009 hi havia 2 farmàcies i 1 ambulància.
El 2009 hi havia 2 escoles maternals i 3 escoles elementals. Villers-le-Lac disposava d'un col·legi d'educació secundària amb 169 alumnes.

## Poblacions més properes
El següent diagrama mostra les poblacions més properes.